# دو سرنوشت
دو سرنوشت فیلمی به کارگردانی، تهیه‌کنندگی و نویسندگی مهران تأییدی محصول سال ۱۳۶۸ است.

## خلاصه داستان
جلال، که مستخدم خانهٔ دکتر یوسفی است، ناخواسته مرتکب قتل می‌شود و ماجرا را برای دکتر بازگو می‌کند اما موقع بازجویی دکتر را به عنوان قاتل معرفی می‌کند..

## بازیگران
- پرویز پورحسینی
- ولی شیراندامی
- مهین شهابی
- مرجانه دلدارگلچین
- کاظم افرندنیا
- هوشنگ بهشتی
- محبوبه بیات
- منوچهر حامدی
- حسین شهاب
- محمود بصیری
- محرم بسیم
- حمید دلشکیب
- ناصر رودکی
- مهرداد رحیمی
- علی شهبازیان
- صفورا غفوری
- محمد دلشکیب
- عباس مطمئن زاده
- دل آرام تأییدی
- دل‌افروز تأییدی